# Уолтър Братейн

Уолтър Братейн (на английски: Walter Houser Brattain, Уолтър Хоузър Братейн) е американски физик, носител на Нобелова награда за физика за 1956 година заедно с Джон Бардийн и Уилям Шокли за изобретяването на транзистора.

## Биография
Роден е на 10 февруари 1902 година в Амой, Китай.
Занимава се с изучаване на повърхностните свойства на тъкнослойни полупроводници, които по-късно се превръщат в основни елементи на интегралните схеми и намират приложение в микроелектрониката.
Има един син.
Умира на 13 октомври 1987 година в Сиатъл, Вашингтон.